# Chiesa di San Germano (Varzi)
La chiesa di San Germano è la parrocchiale di Varzi, in provincia di Pavia e diocesi di Tortona; fa parte del vicariato di Varzi.

## Storia
Anticamente sorgeva in paese l'oratorio di San Salvatore, fatto costruire dai Malaspina.
Alla fine del XVI secolo questa struttura venne demolita e al suo posto iniziarono nel 1580 i lavori di costruzione della nuova chiesa di San Germano, che fu portata a compimento nell'arco di circa quaranta anni; nel 1632 il vescovo di Tortona Paolo Arese, durante la sua visita pastorale, trovò che la parrocchiale aveva come filiale l'oratorio della Santissima Trinità e il numero dei fedeli era pari a 561, salito poi a 600 nel 1637.
Nel 1673, in occasione del sinodo diocesano indetto dal vescovo Carlo Settala, risultava che la chiesa di San Germano, avente alle proprie dipendenze gli oratori della Santissima Trinità e della Beata Vergine del Gonfalone, era sede delle compagnie del Santissimo Sacramento, del Rosario, del Suffragio, della Dottrina Cristiana e della Beata Maria Vergine.
La parrocchiale venne interessata da un intervento di ampliamento nel Settecento; nello Stato diocesi di Tortona del 1820 si legge che nella chiesa avevano sede le confraternite del Santissimo Sacramento, del Santissimo Rosario, del Carmine, del Suffragio e della Dottrina Cristiana, che i fedeli ammontavano a 1634 e che il reddito annuo era di circa 1200 lire.
In ossequio alle norme postconciliari, nel 1970 furono collocati nel presbiterio l'ambone e l'altare rivolto verso l'assemblea, mentre nel 2004 si procedette alla realizzazione degli affreschi dei medaglioni laterali.

## Descrizione

### Esterno
La facciata a capanna della chiesa, rivolta a ponente, è scandita da quattro lesene tuscaniche sorreggenti il timpano di forma triangolare e presenta al centro il portale d'ingresso lunettato e ai lati delle specchiature abbellite da dipinti.
Annesso alla parrocchiale è il campanile a base quadrata, la cui cella presenta su ogni lato una monofora ed è coperta dal tetto a quattro falde.

### Interno
L'interno dell'edificio si compone di un'unica navata, sulla quale si affacciano le cappelle laterali introdotte da archi a tutto sesto e le cui pareti sono scandite da lesene d'ordine tuscanico sorreggenti la trabeazione aggettante, sopra la quale si imposta la volta a botte lunettata; al termine dell'aula si sviluppa il presbiterio, rialzato di qualche gradino e chiuso dall'abside di forma poligonale.